# Frank Klepacki
Frank Klepacki，美国音乐人、游戏作曲者。他1991年起开始为游戏配乐，1995年以来长期参与「《命令与征服》系列」配乐创作。PCGamesN撰稿人Ken Allsop称他创作的《命令与征服》音乐「震撼有力」（thumping, driving），是系列内核中不可缺少的部分。